# Crathie
Crathie (en gaélique écossais : Craichidh) est un village dans la région du Aberdeenshire en Écosse, Royaume-Uni.
Il est situé sur la rive nord de la rivière Dee.
John Brown, un domestique et le favori de la reine Victoria , y est né et y est inhumé.